# 懺謝文
「懺謝文」（さんじゃもん）とは、日本曹洞宗が1992年11月20日付で発表した同教団の戦争責任見解と謝罪表明である。

## 概要
「懺謝」とは仏教語「悔過（けか）」「懺悔（さんげ）」とほぼ同義。「懺悔」と「謝罪」を合わせた語で、仏とその真理に照らして、おのれの罪過を悔い、謝りゆるしを乞うことを意味する。
曹洞宗宗務庁は同教団の近現代における海外開教・伝道の歴史を編纂し、1980年に『曹洞宗海外開教伝道史』を刊行した。　この書籍は、敗戦後35年間を経ての同宗派の海外開教・布教の公式報告書であるが、「本書の内容に、差別思想にもとづく記述が数多く見いだされました。それは民族差別に基づく差別語、さらに軍国主義や皇民化政策への無批判な迎合などの箇所であります」などの認識にもとづき、曹洞宗が宗務総長（教団の行政執行責任者）名で、被包括宗教法人・寺院および当該書籍を配布した関係機関に対して、「『曹洞宗海外開教伝道史』回収について」と題する依頼文書を通達した。
「懺謝文」はこの通達の付属文書として表明され、『海外開教伝道史』の自主回収と廃棄処分のための趣旨説明と同教団の歴史認識とくに僧侶と教団の戦争責任と戦後責任を明らかにした宣言的な公式文書である。表明当初は、かならずしも韓国・朝鮮・中国をはじめとするアジア太平洋地域や諸外国に向けて現地言語によって伝達されていたわけではない。
「懺謝文」では、近代および戦時下における曹洞宗の「海外開教」を総括して「仏教を国策という世法に隷属せしめ、更に、他の民族の尊厳性とアイデンティティーを奪い去るという二重の過ちを犯していたのである」と総括し、「われわれは誓う。二度と過ちを犯すことはしない、と」の誓約を表明している。
一方で曹洞宗管長の岩本勝俊は日本を守る会の代表理事を勤めており、この文章の立場とは矛盾している。